# Uttarakhand
L'Uttarakhand (en sanskrit : उत्तराखण्डराज्यम् et en hindi : उत्तराखण्ड, Uttarakhaṇḍ), ou Uttaranchal, avant 2007, est un État indien situé dans le massif de l'Himalaya. Il est bordé par le Tibet (contrôlé par la Chine) au nord-est, le Népal au sud-est, et est voisin des États indiens de l'Himachal Pradesh et de l'Uttar Pradesh. Le Gange prend sa source dans l'État. C'est également dans le sud de l'Uttarakhand, à Haridwar, qu'il quitte l'Himalaya pour pénétrer dans la plaine du Gange.
La capitale provisoire de l'Uttarakhand est Dehradun, qui est aussi la principale ville et un terminal ferroviaire, mais c'est le hameau de Gairshan situé au cœur de l'Himalaya qui a été désigné pour devenir la future capitale en raison de sa situation géographique centrale. La Haute Cour de l'Uttarakhand siège à Nainital. Le nom d'Uttarakhand, dérivé du sanskrit, signifie pays du Nord.

## Histoire
On trouve dans la région des peintures sur pierres datant du paléolithique.
Des vestiges montrent la présence de pratiques védiques aux environs de -1500 AEC.
Il est dit que le sage Vyāsa aurait écrit le Mahabharata dans cet État.
L'État est créé en 2000, à partir du nord-ouest de l'Uttar Pradesh.
Une grande inondation a lieu en juin 2013, liée à des fortes pluies cumulant en 24 heures 340 à 370 mm, les 16 et 17 juin 2013, lors de la mousson. Ces fortes précipitations entraînant des ruptures de barrages construits pour faire face à la croissance touristique exponentielle. Les barrages dégagent des rochers et des débris, se cumulant avec la montée de boues, bloquant les voies de communications et ensevelissant les constructions habitées sous la boue. La fonte des glaciers liée aux changements climatiques vient ajouter davantage d'eau au désastre. Cette inondation tue un millier de personnes et en déplace environ 70 000.

## Géographie
L'État de l'Uttarakhand est une région connue pour la beauté de ses paysages. La plus grande partie du nord de l'État est couverte par les montagnes de l'Himalaya et leurs glaciers, alors que le sud est densément boisé. Quelque 80 % de l'Uttarakhand est occupé par les montagnes de l'Himalaya, tandis que les 20 % restants sont occupés par la plaine du Gange. Quelque 70 % de cet État est recouvert de forêt, ce qui fait de l'Uttarakhand un des États les plus boisés d'Inde. L'écosystème himalayen abrite un grand nombre d'espèces végétales et animales uniques comme le léopard des neiges, le bharal et le gypaète barbu. Deux des plus grands cours d'eau de l'Inde, le Gange et la Yamunâ, prennent naissance dans les glaciers de cette région.
L'État est traditionnellement divisé en deux régions, la moitié occidentale étant le « Garhwal » et la partie orientale le « Kumaon ». Au niveau hydrographique, le Garhwal est grossièrement délimité par les vallées de la Satledj, affluent de l'Indus et de la Kali affluent du Gange qui forme la frontière avec le Népal. Le Gange prend sa source au Garhwal qui possède par conséquent de nombreux lieux de pèlerinage très fréquentés. Les montagnes les plus hautes du Garhwal se situent à l'est dans le district de Chamoli, les principaux sommets étant la Nanda Devi (7 816 m), le Kamet (7 756 m), le Chaukhamba (7 138 m), le Trisul (7 120 m), le Dunagiri (7066 m), le Kedarnath (6940 m) et le Changabang (6864 m).
Si la densité de la population est faible en montagne, en revanche, la plaine qui représente 20 % de la superficie de l'État a le plus souvent des densités de population supérieures à 500 habitants au kilomètre carré.

## Subdivisions administratives
L'Uttarakhand est divisé en treize districts regroupés en deux divisions territoriales.
| Divisions           | Districts                                                                                |
| ------------------- | ---------------------------------------------------------------------------------------- |
| Division de Garhwal | Uttarkashi - Chamoli - Rudraprayag - Tehrî-Garhwâl - Dehradun - Pauri Garhwal - Haridwar |
| Division de Kumaon  | Pithoragarh - Bageshwar - Almora - Champawat - Nainital - Udham Singh Nagar              |

## Démographie
| Évolution de la population | Évolution de la population | Évolution de la population |
| Année                      | Population                 | %±                         |
| -------------------------- | -------------------------- | -------------------------- |
| 1951                       | 2 946 000                  | —                          |
| 1961                       | 3 611 000                  | + 22,6 %                   |
| 1971                       | 4 493 000                  | + 24,4 %                   |
| 1981                       | 5 726 000                  | + 27,4 %                   |
| 1991                       | 7 051 000                  | + 23,1 %                   |
| 2001                       | 8 489 000                  | + 20,4 %                   |
| 2011                       | 10 086 292                 | + 19,2 %                   |
| Source :                   |                            |                            |

### Ethnies et Peuples

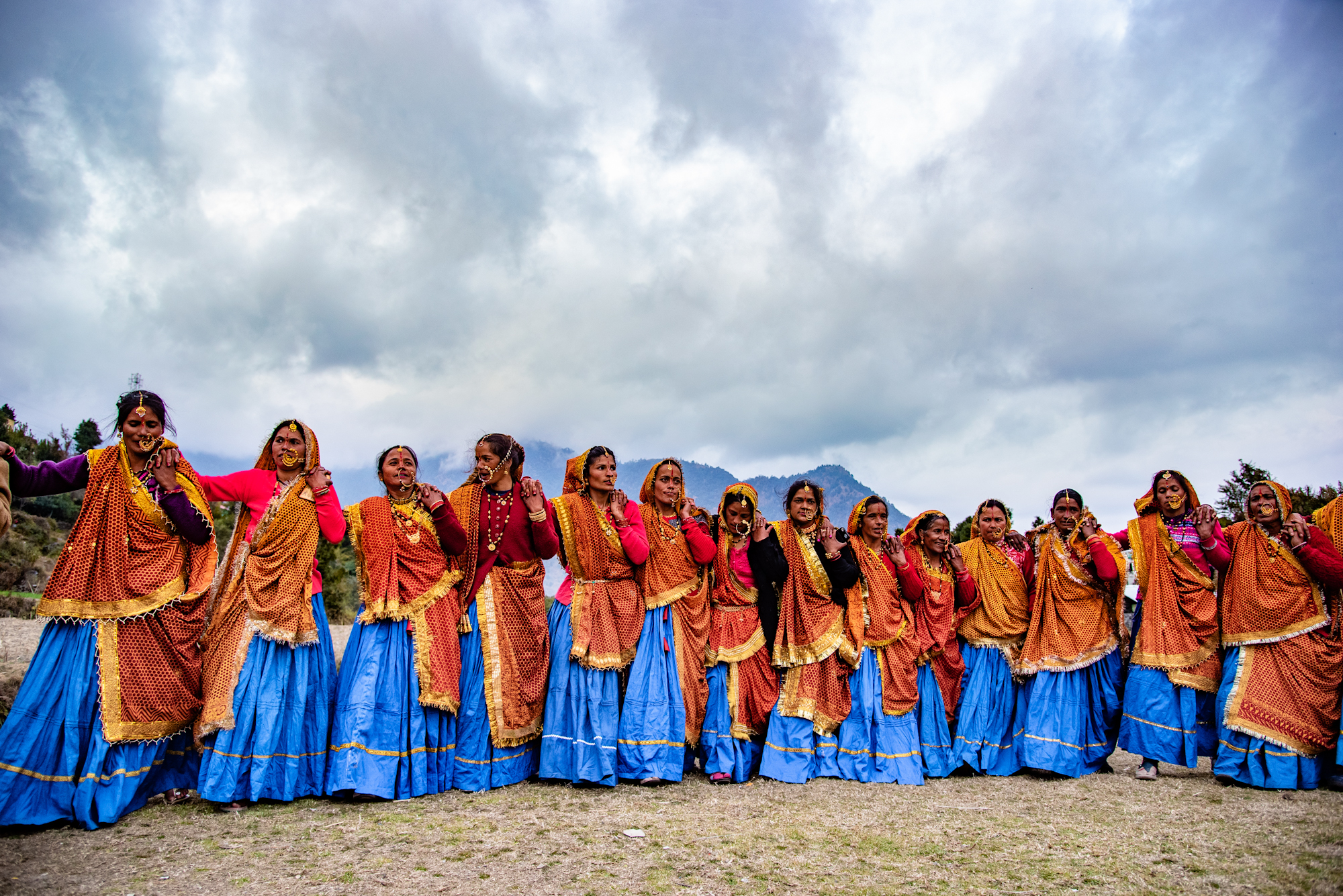
Danse Chanchari / Jhoda de la région de Kumaon dans l'Uttarakhand.

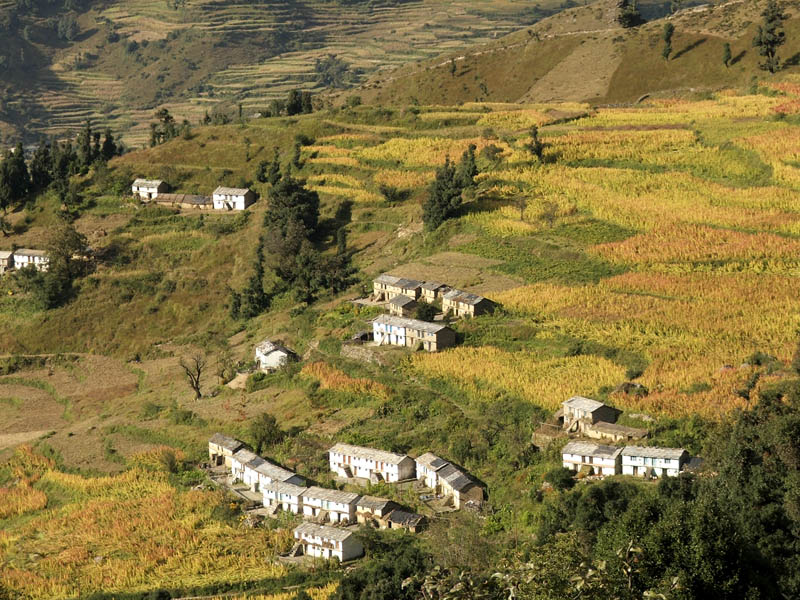
Village traditionnel du Garhwal.

Les gens originaires de l'Uttarakhand se donnent le nom de Pahari (c'est-à-dire « hommes des collines »), et sont hindouistes. Les deux ethnies majoritaires de la région sont les Garhwalis et les Kumaonis. Parmi les autres communautés ethniques que l'on rencontre dans l'État, on trouve des Népalais installés là depuis le XIXe siècle, les Jadhs, les Marchas et les Shaukas sur la frontière indo-tibétaine (connus collectivement sous le nom de  Bhotiyas). Dans les basses régions des plaines du Teraï, il existe deux ethnies, les Tharus, des agriculteurs et des éleveurs hindous de caste rajput, et les Gujjars, des éleveurs nomades musulmans. La majorité de la population est issue de régions différentes, installée depuis des siècles voire des millénaires à la suite de mouvements de population : Rajasthan, Madhya Pradesh, Himachal Pradesh, Uttar Pradesh et Tibet.

## Économie

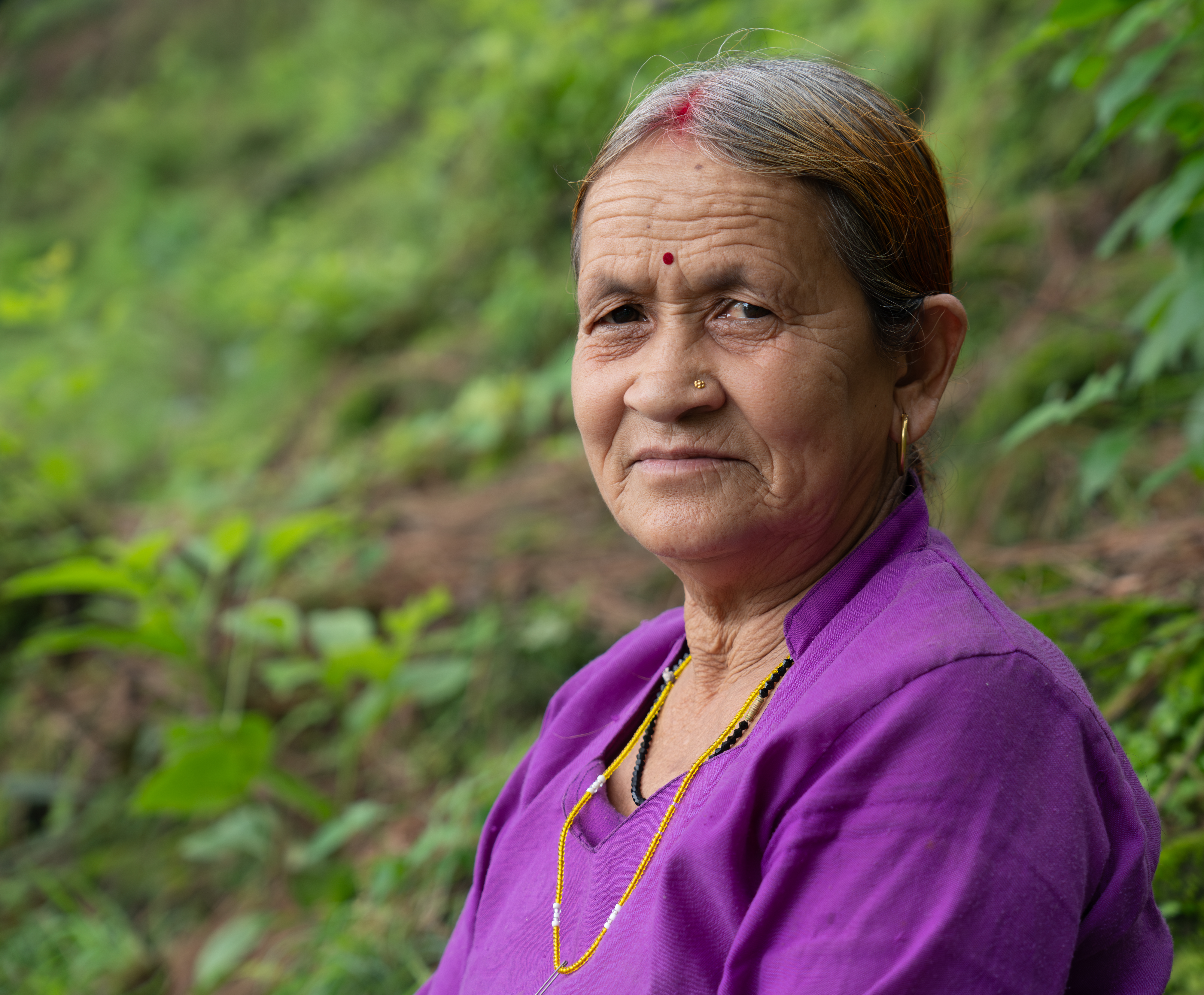
Une bergère, de langue dite Garhwali language, travaillant dans l'Uttarakhand. Aout 2023.

L'économie de l'Uttarakhand repose largement sur l'agriculture et l'élevage. Cependant, l'État essaye de diversifier les activités économiques et encourage les secteurs à haut rendement tels que la production d'énergie renouvelable (hydroélectricité), l'industrie, le tourisme et la sylviculture.
L'industrie touristique est un pan important de l'économie de l'Uttarakhand, en particulier grâce aux anciennes hill-stations  datant du Raj britannique, Mussoorie et Nainital étant les plus fréquentées. La région est également réputée pour ses nombreux temples et lieux de pèlerinages hindous, les pèlerins visitent les villes saintes de Haridwar, Rishikesh, Badrinath et Kedarnath dans l'espoir de se purifier de leurs péchés et à la recherche du salut.

### Hydroélectricité
L'État abrite aussi beaucoup de barrages controversés qui fournissent de l’électricité pour les États d'Uttar Pradesh, d'Haryana et de Delhi. L'énorme barrage de Tehri (Tehri Dam) sur les rivières Bhagirathi et Bhilangana est un exemple. Les médias accusent souvent le gouvernement de fermer les yeux sur les conséquences écologiques des barrages, dont les tragiques inondations de juin 2013 (en) qui ont fait 5 748 morts et plus de 10 000 disparus.

### Industrie
Afin d'attirer des investissements économiques, l’État de l’Uttarakhand propose aux entreprises de bénéficier d’exemptions totales sur les droits d'accises (Excise Duty) et sur les impôts sur les bénéfices accordés respectivement pour 10 et 5 ans aux nouveaux investisseurs de cet État. Ainsi, de nombreux constructeurs et équipementiers automobiles indiens (Bajaj Auto, Tata Motors, Ashok Leyland, Hero Honda) ont annoncé des investissements importants en 2006. Récemment, de nombreuses firmes automobiles ont installé des usines de production dans les districts méridionaux de Haridwar et de Udham Singh Nagar, notamment à Pantnagar.

## Culture
- Chholiya

## Galerie

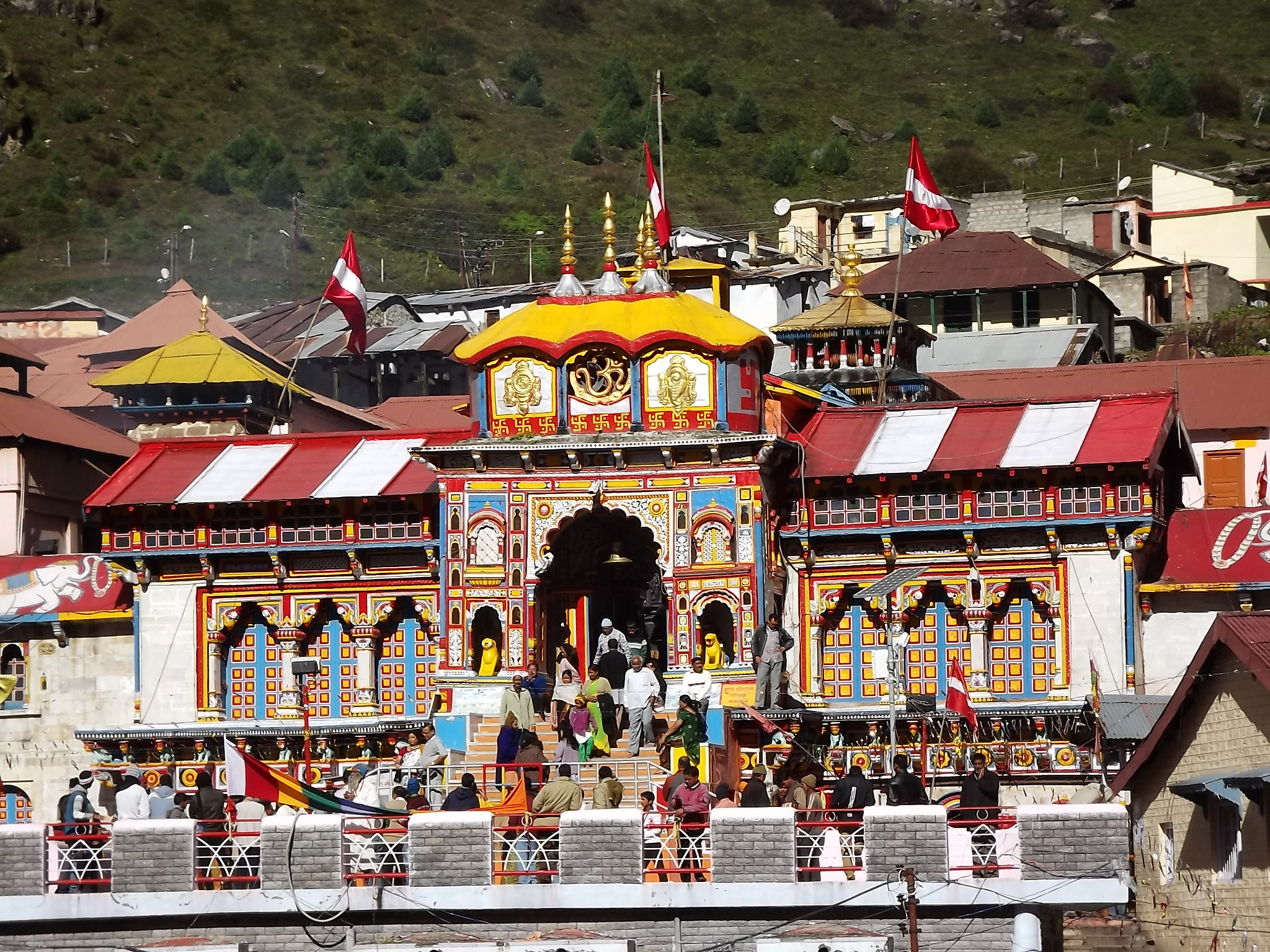
Temple de Badrinarayan à Badrinath.
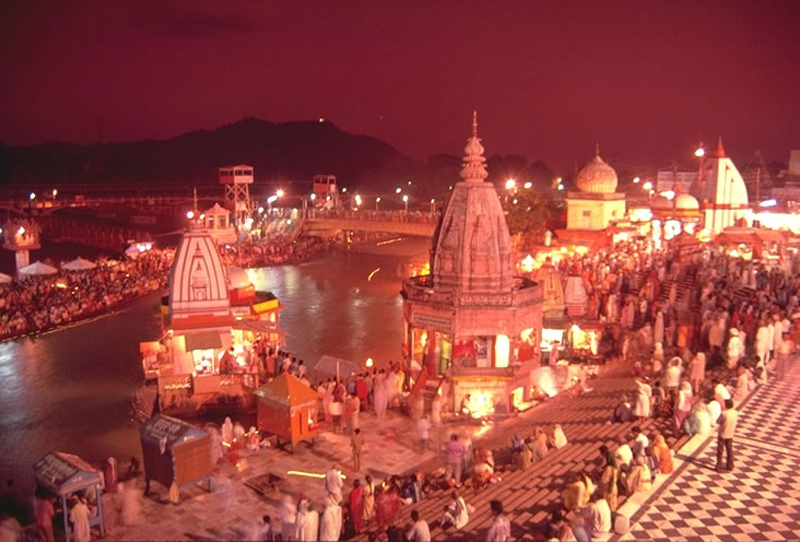
Sandhya Aarti dans les Ghâts de Haridwar.
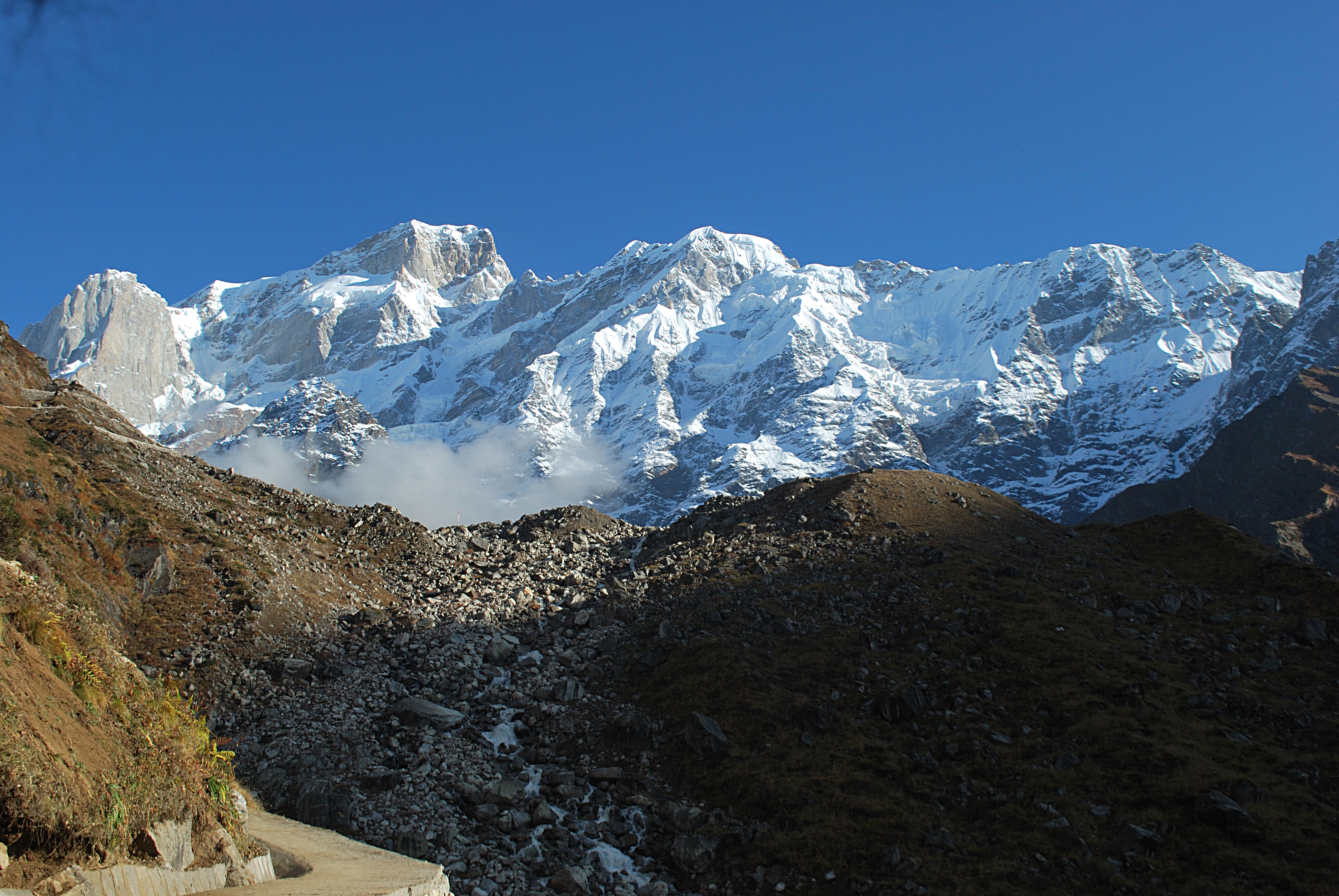
Sommets du Kedardome.
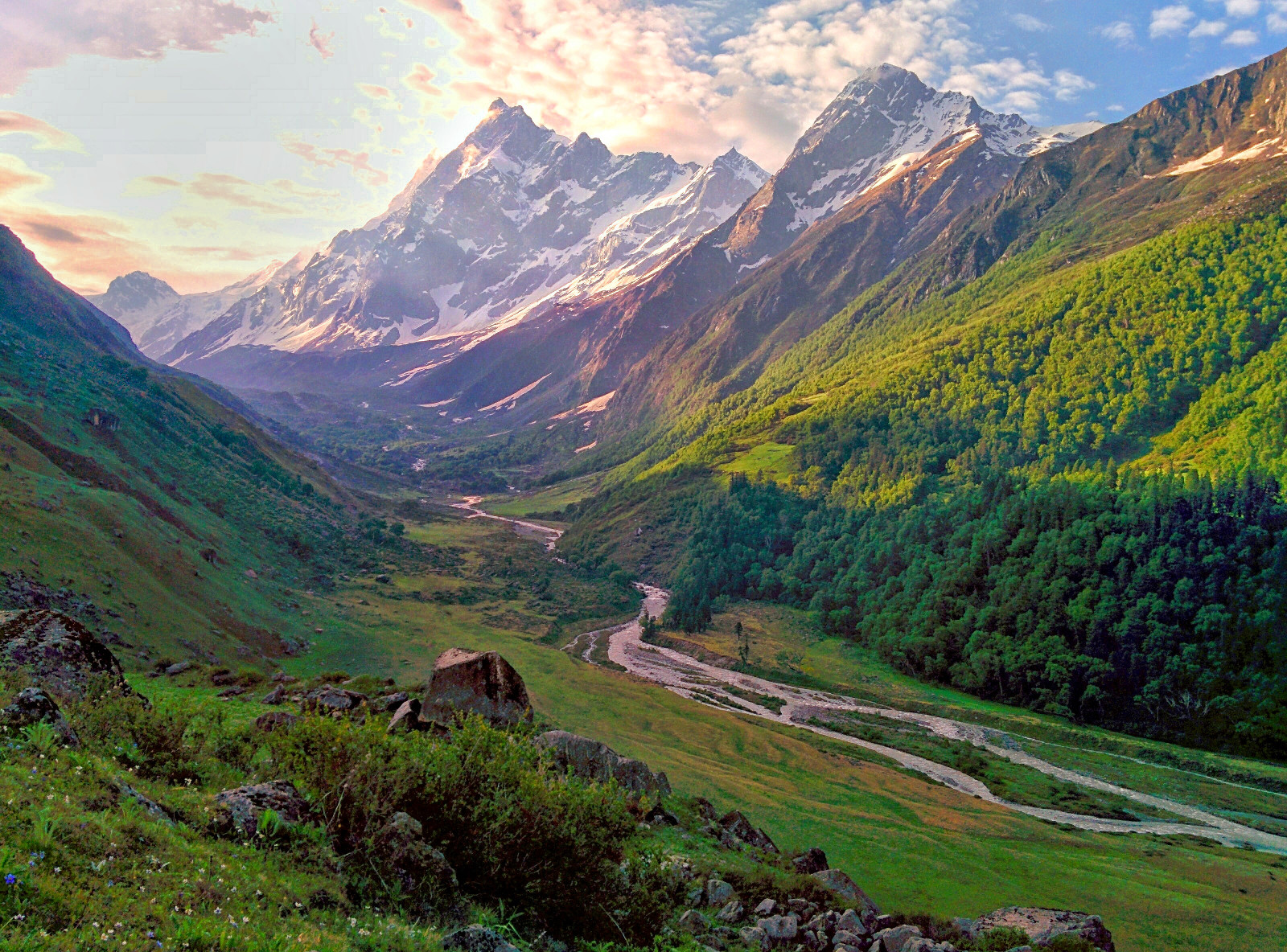
Vallée du Har Ki Dun, là où le dernier des Pandava, Yudhishthira, arrivera au mont Swargarohini qui est la Porte du Paradis.
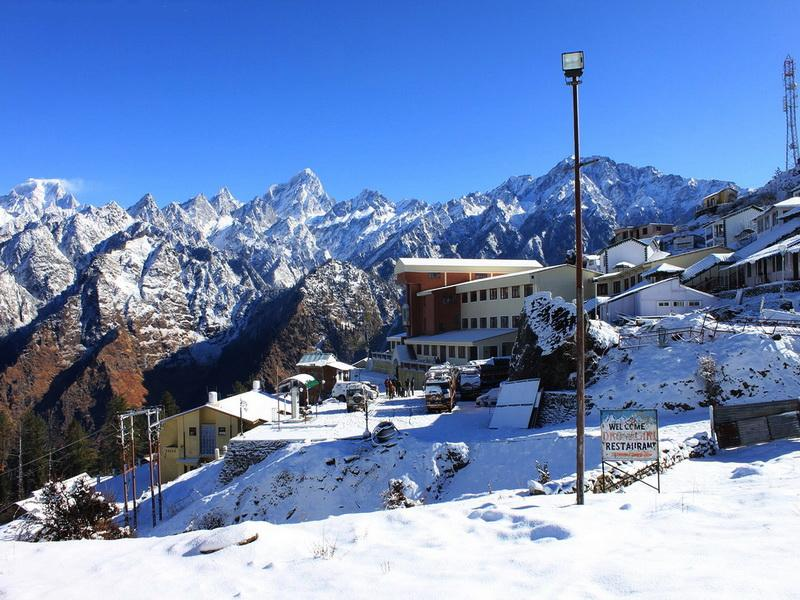
Station de ski d'Auli.
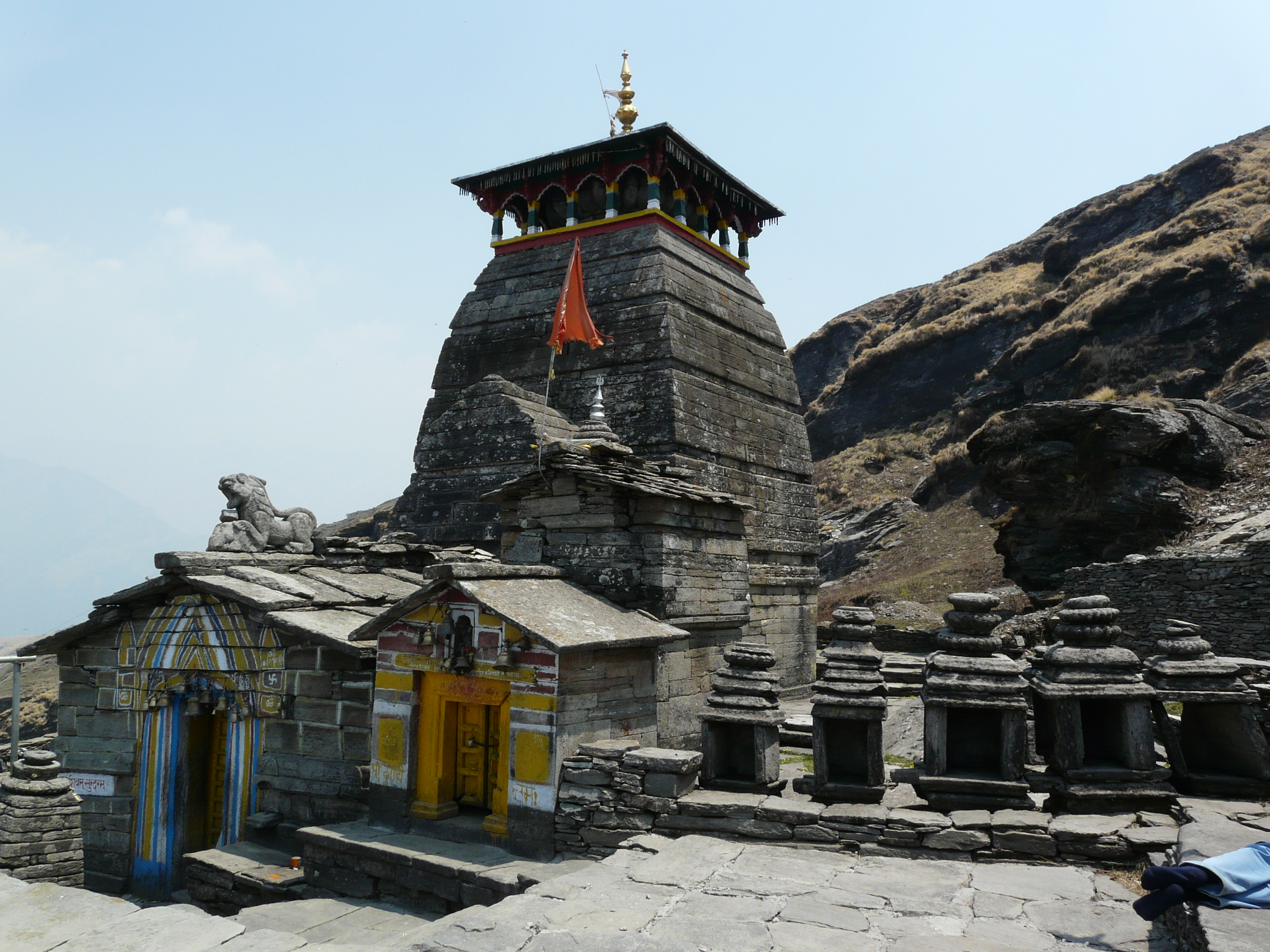
Le temple de Tungnath est le plus haut sanctuaire shivaïte du monde à plus de 3 680 m.
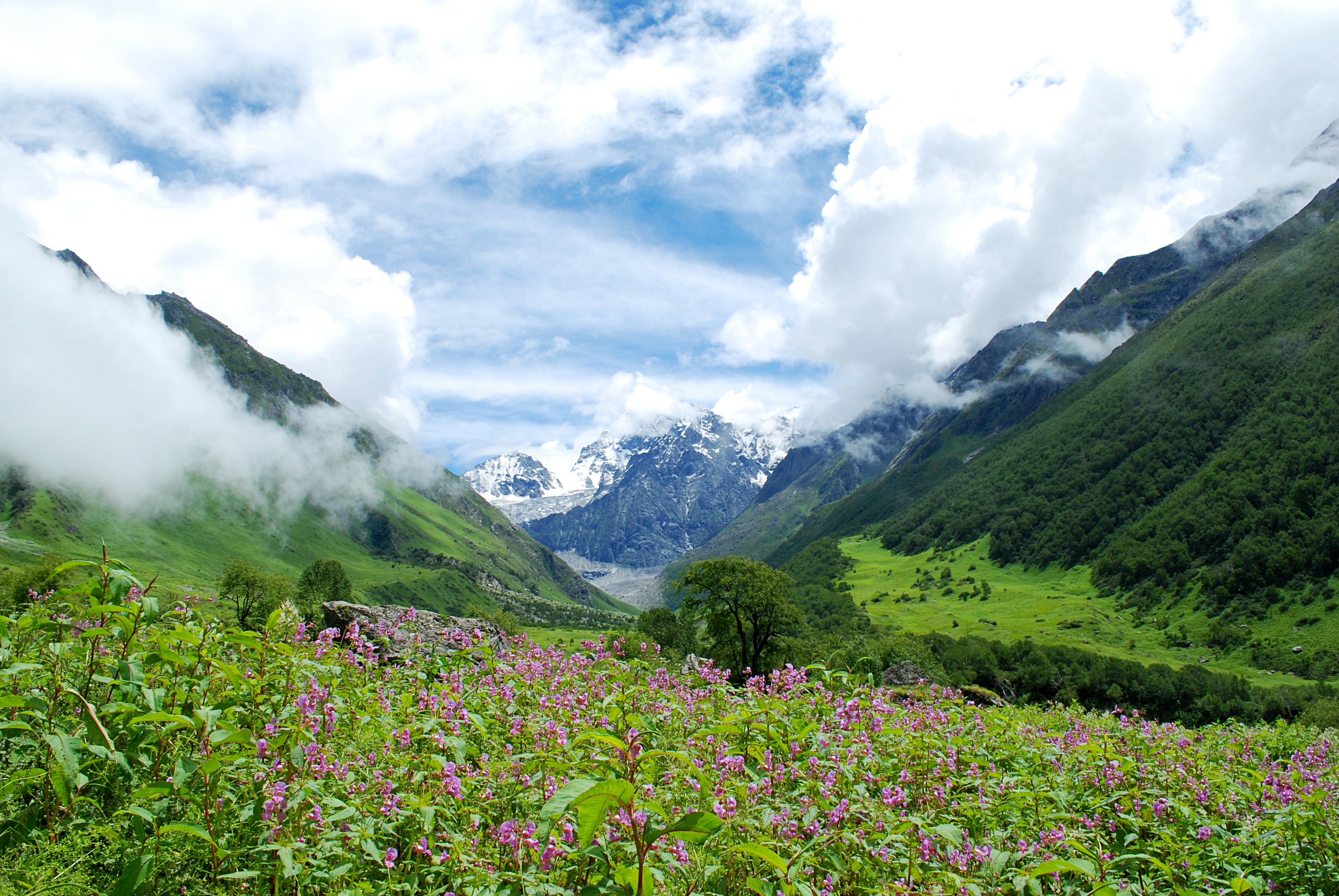
Le parc national de la Vallée des fleurs est un site naturel classé au patrimoine mondial.
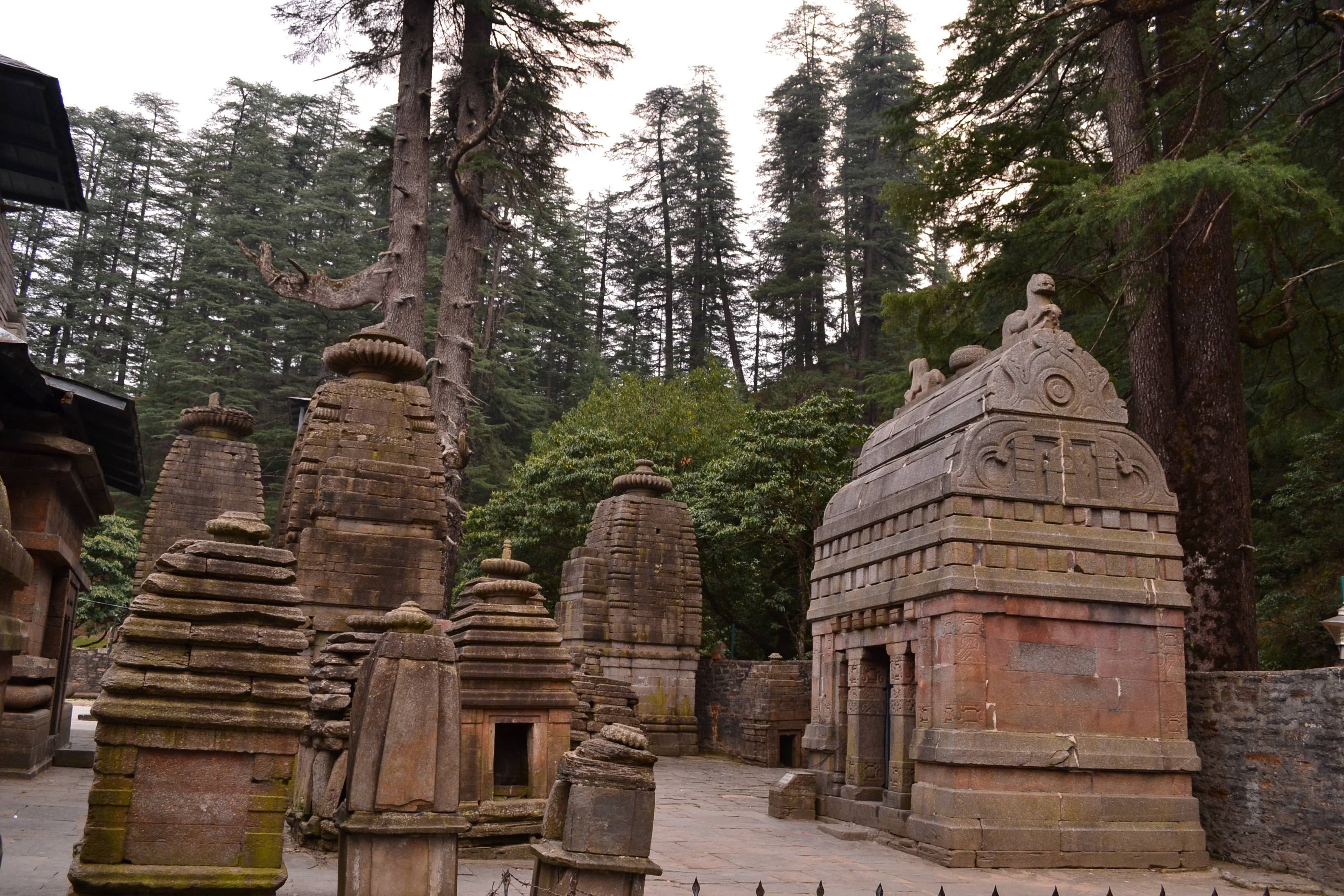
Temples de Jageshwar.
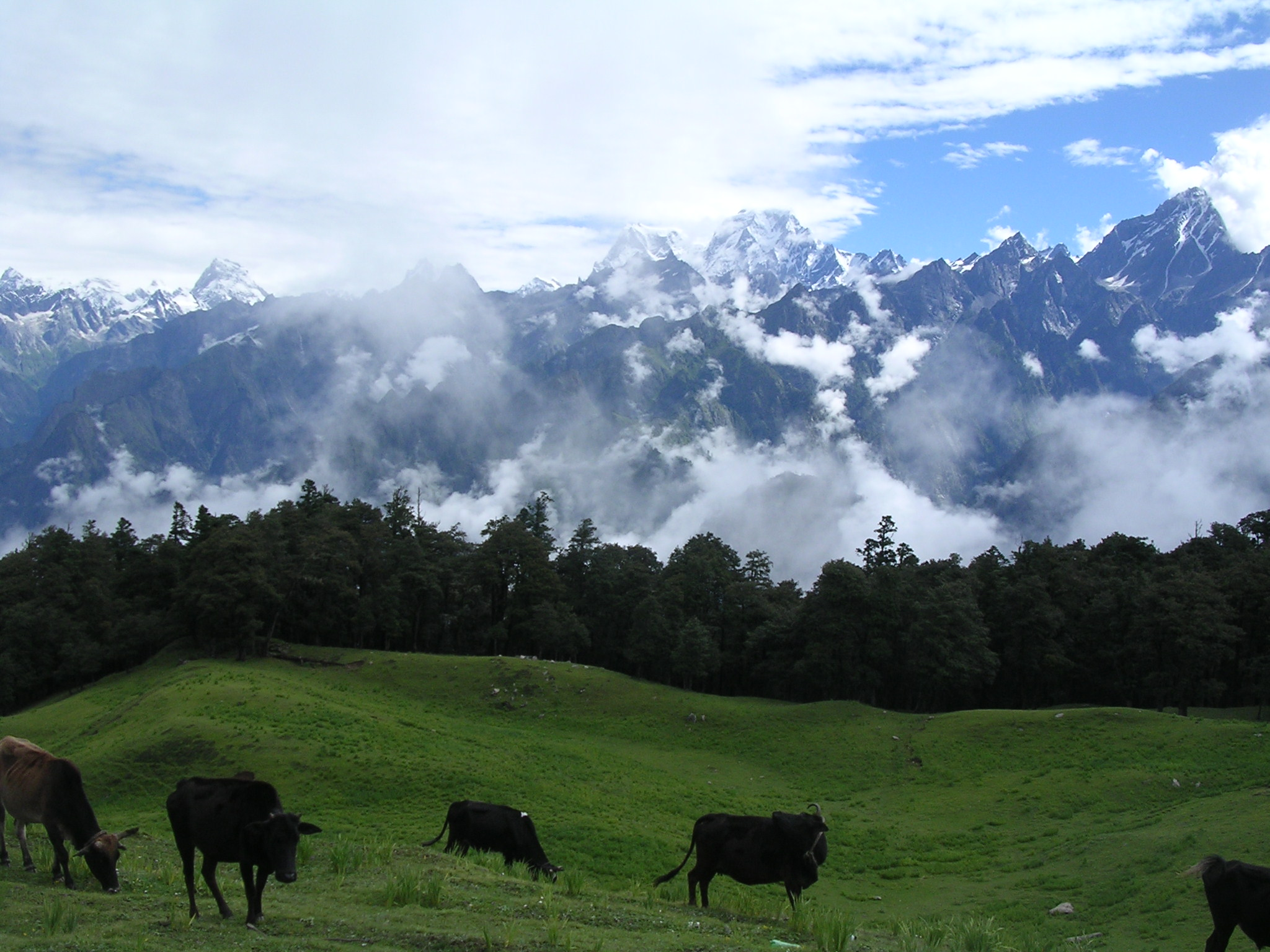
Alpages à Auli. La transhumance régit encore la vie des éleveurs des vallées les plus isolées.
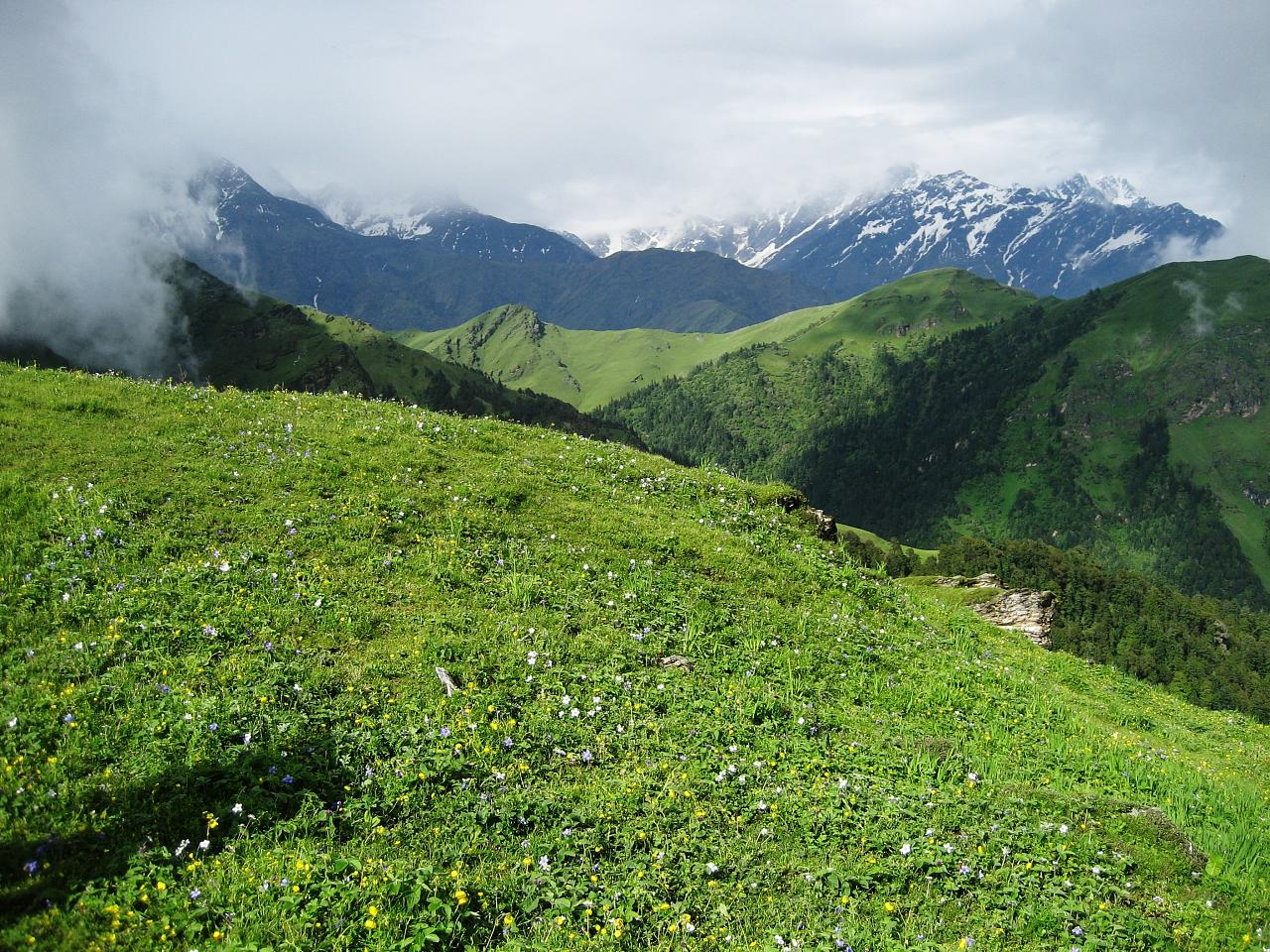
Au Garhwal, les prairies alpines sont appelées Bugyal.
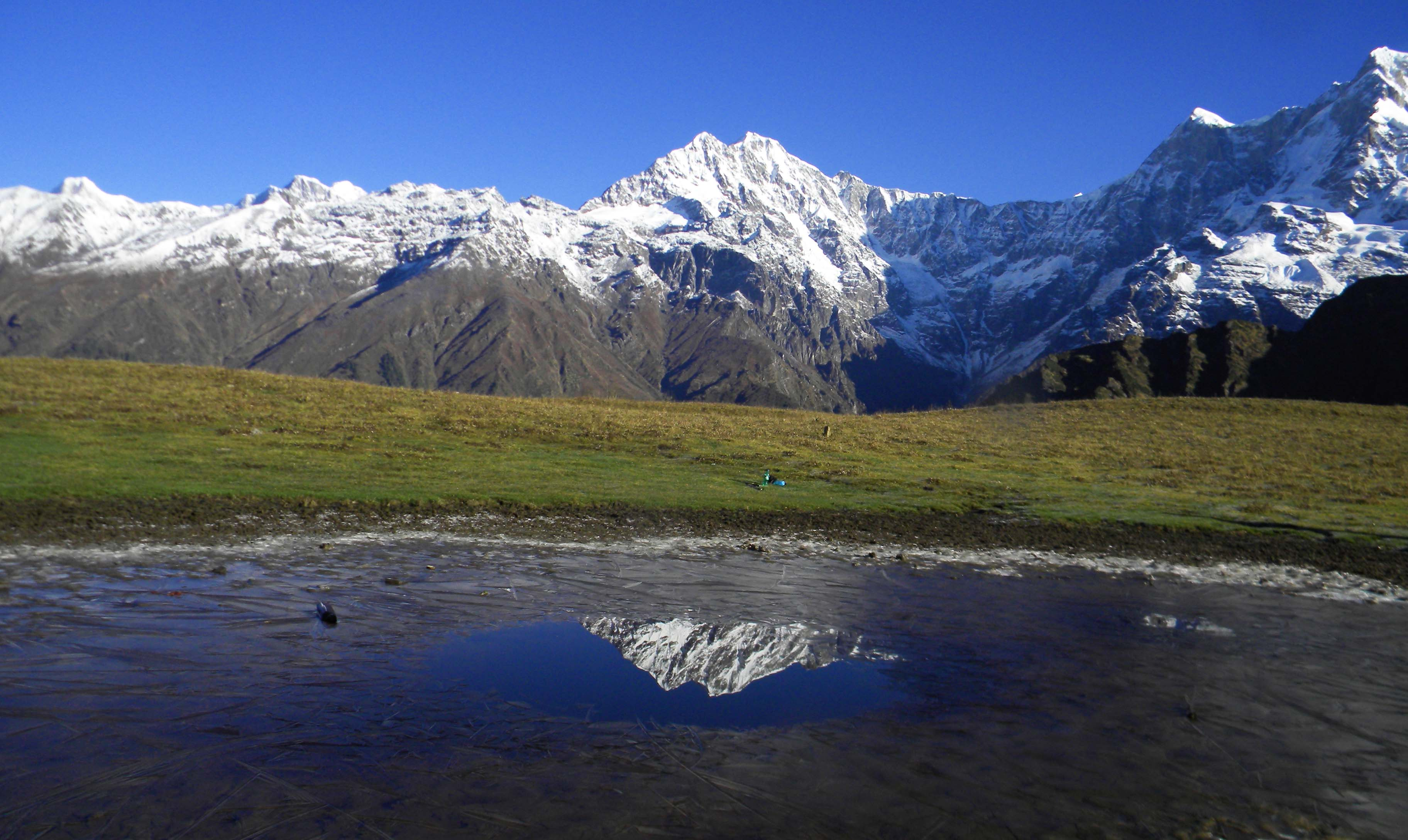
Montagnes se reflétant sur le lac de Buda Tal.
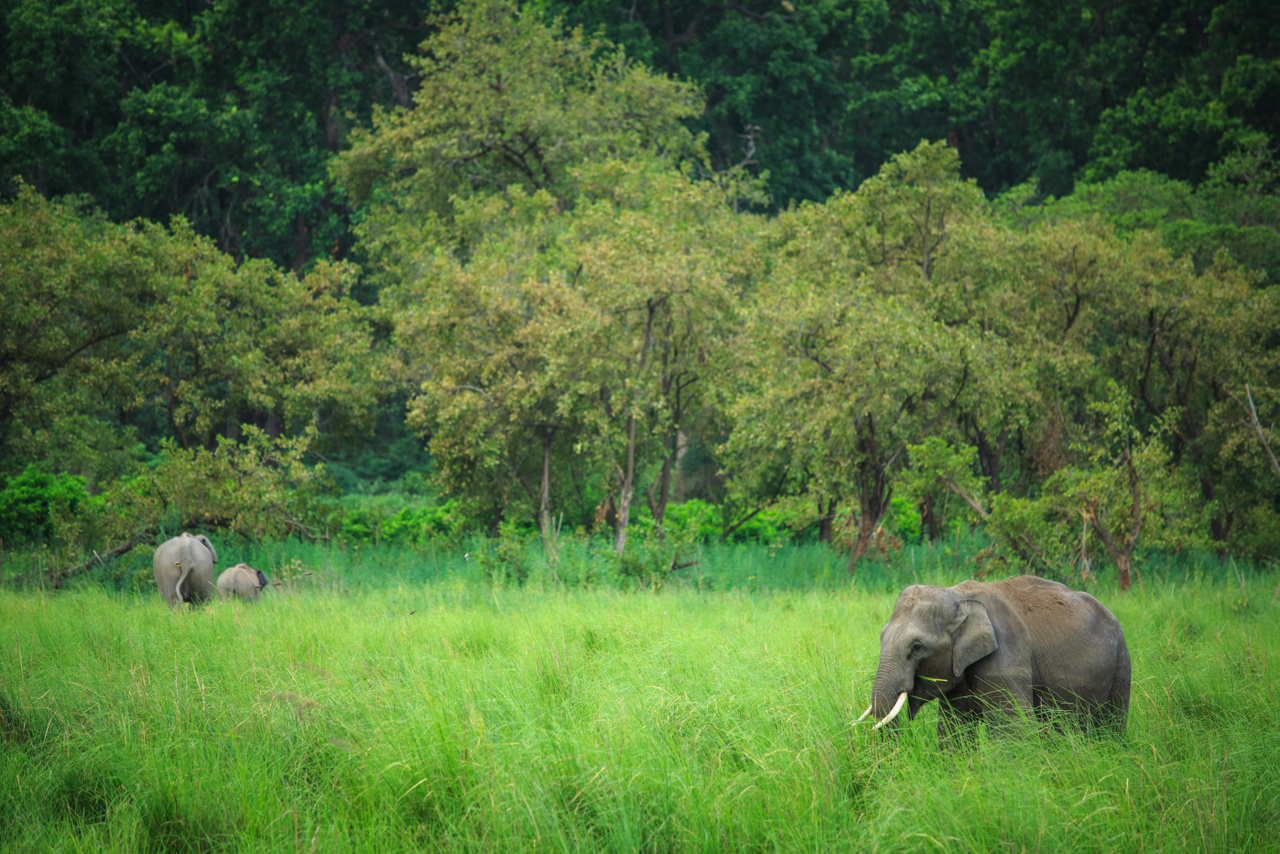
Éléphants au Parc national Jim Corbett.
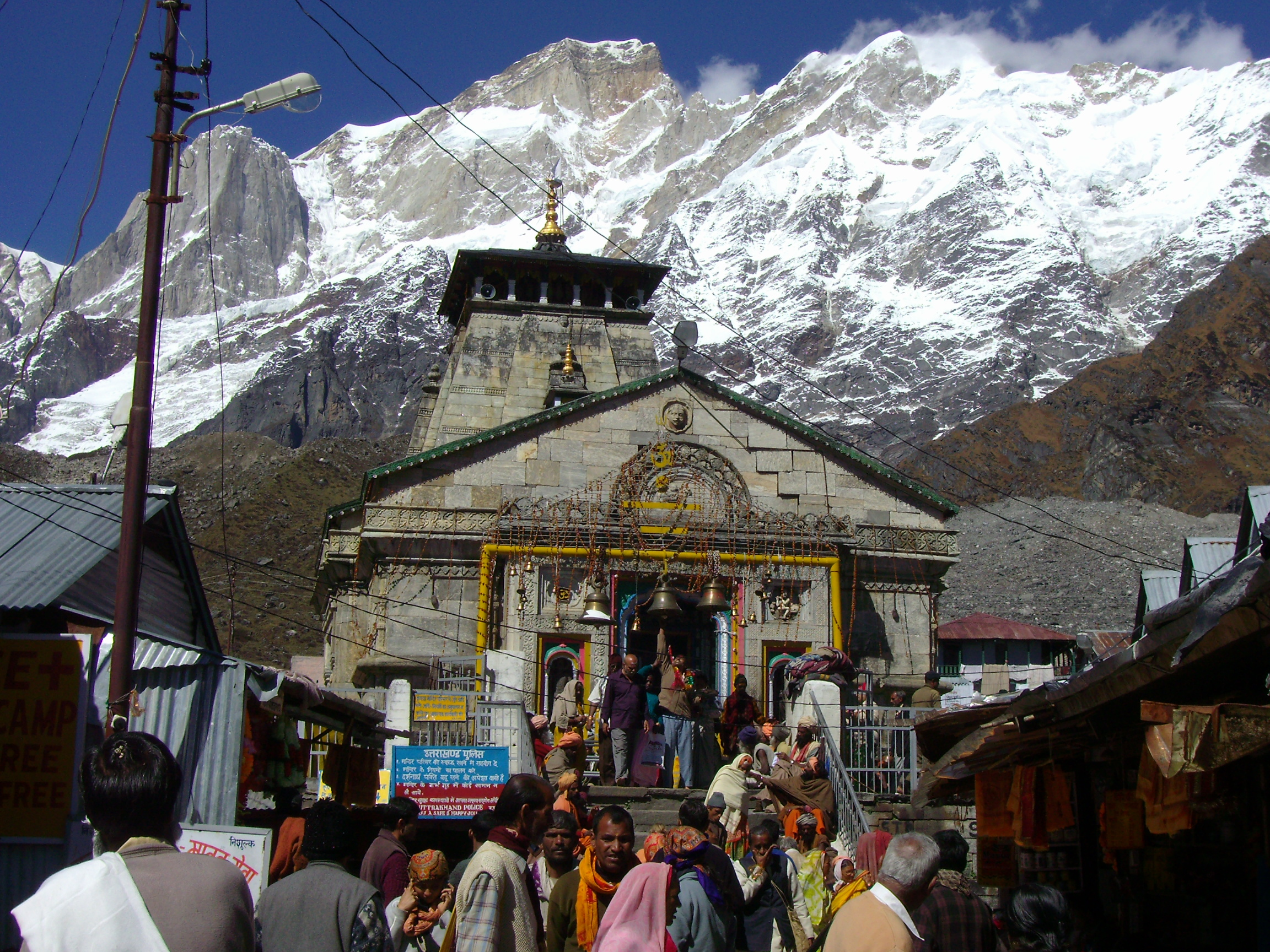
Le temple de Kedarnath, est le sanctuaire le plus fréquenté de l'État.
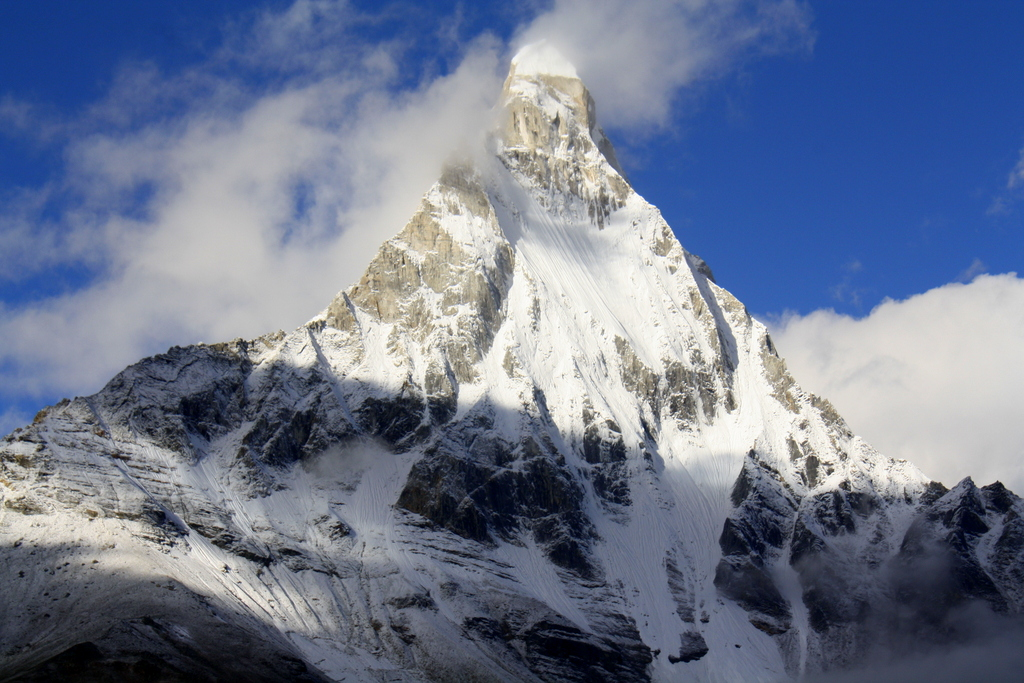
Le mont Shivling (6 543 m), a longtemps intrigué les alpinistes européens du Raj Britannique du fait sa ressemblance avec le Cervin.
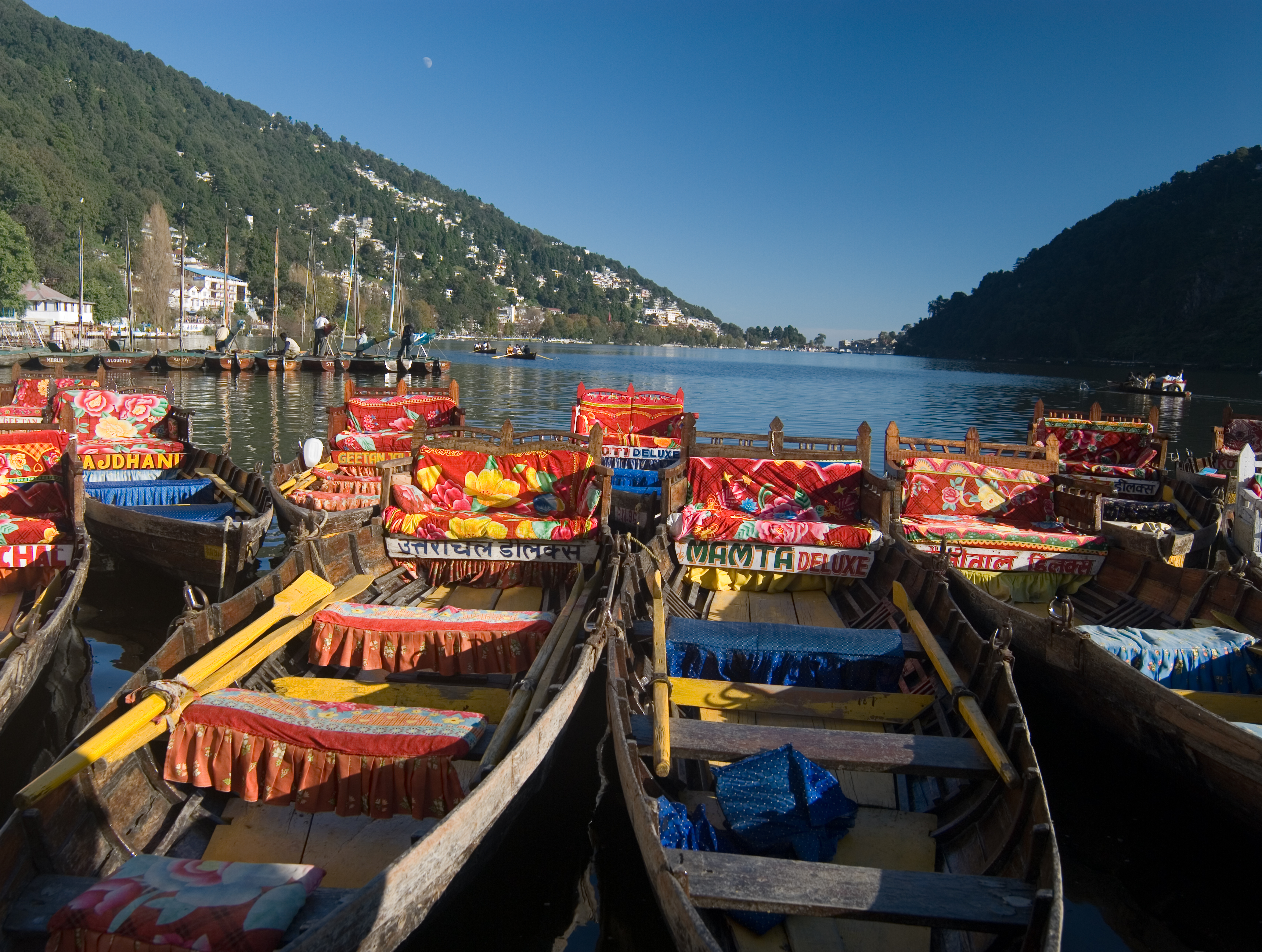
Embarcadères sur le lac Naina à Nainital, capitale judiciaire de l'Uttarakhand.
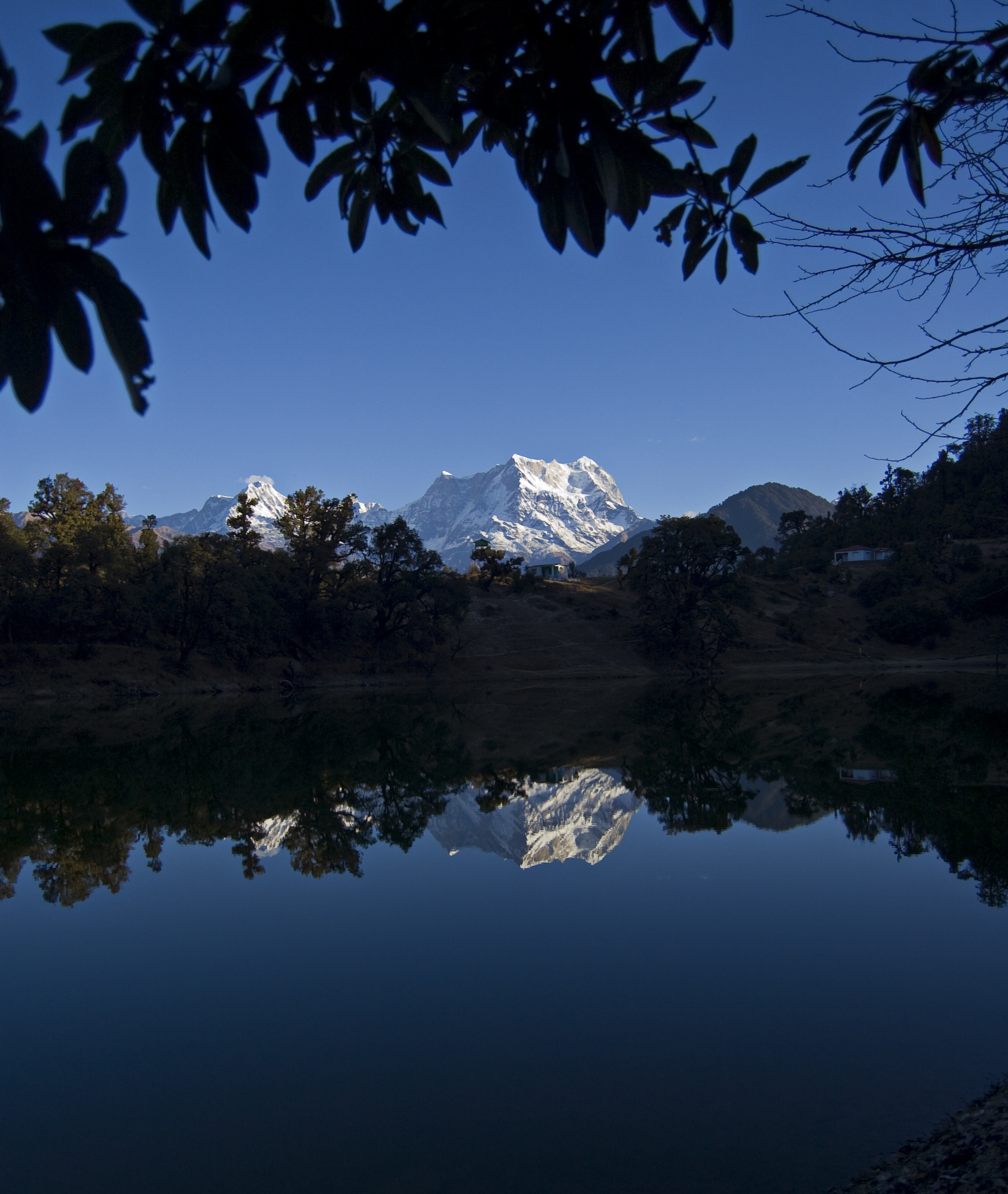
Le mont Chaukhamba se reflétant sur les eaux du lac Deoria.
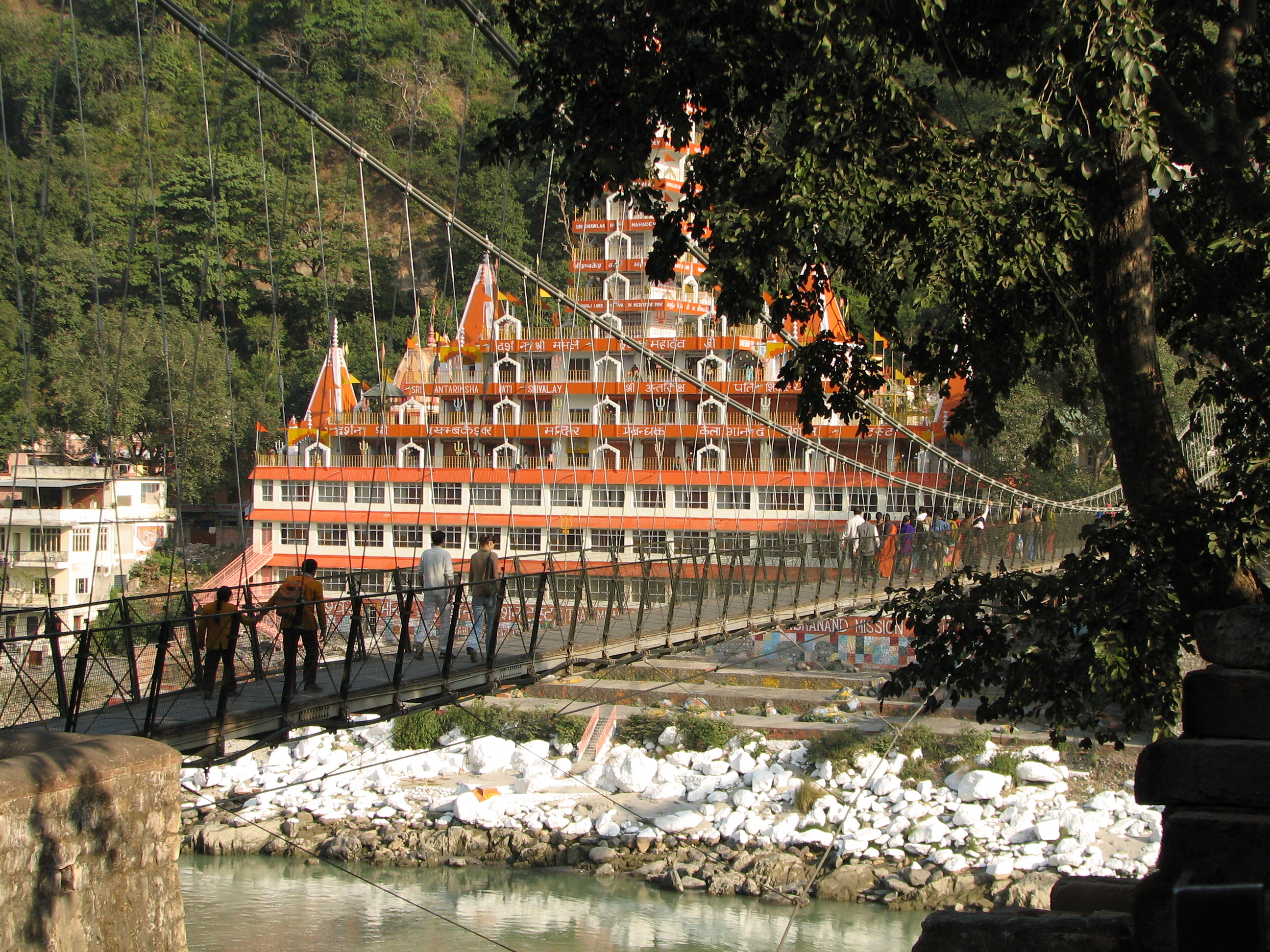
Les rives du Gange à Rishikesh et le temple de Lakshman Jhula.
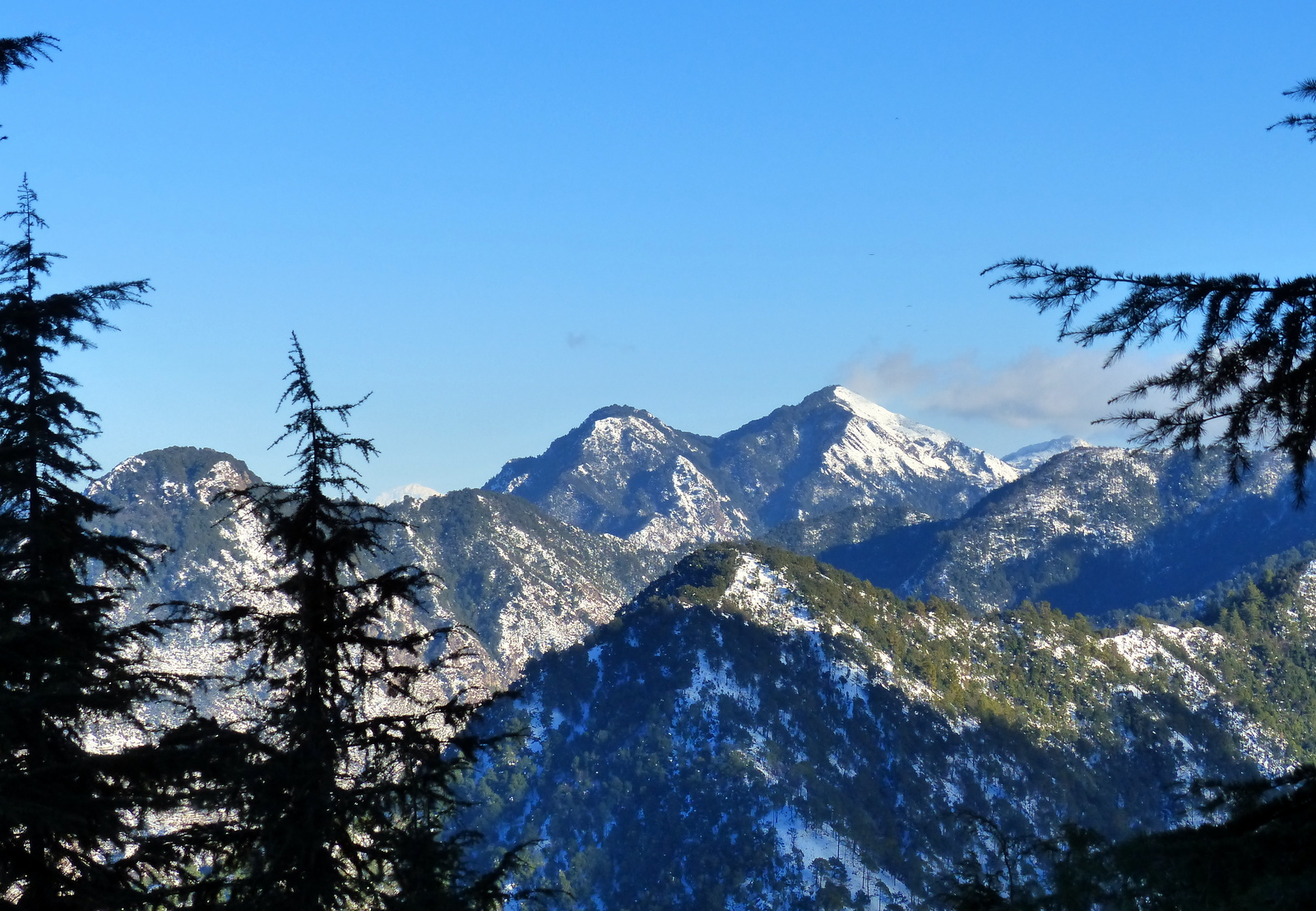
Mussoorie est un Hill Station qui connaît des chutes de neige importantes en hiver.